# Pedocal

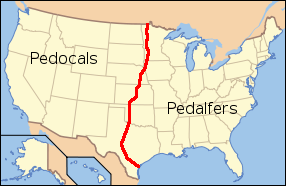
Divisione degli USA in terreni pedocal e pedalfer lungo il 98º meridiano (da Marbut, 1935).

Con il termine pedocal viene definita una classe di suoli che si formano in regioni semiaride e aride. È ricco di carbonato di calcio e ha un basso contenuto di materia organica. Essendo dotato solamente di un sottile orizzonte A (strato superficiale) e di intermittenti precipitazioni di calcite, altri minerali solubili generalmente rimossi dall'acqua possono andare a costituire l'orizzonte B (sottosuolo), formando uno strato cementato detto caliche. Pur non essendo utilizzato negli attuali sistemi di classificazione dei suoli, tale termine compare comunemente nei testi universitari di geologia.